# Français Pour Une Nuit
Français pour une nuit (en español: Francés por una noche) es un DVD de la banda estadounidense Metallica tocando en vivo. Fue grabado en Nimes, Francia, en la Arena de Nimes, un histórico anfiteatro romano, durante la gira musical World Magnetic Tour promocionando el álbum de estudio titulado Death Magnetic. Fue lanzado en tres versiones diferentes: en DVD en paquete digital con un libreto de 16 páginas, en Blu-Ray en paquete digital con un libreto de 16 páginas y en una edición limitada en caja de metal que incluye el DVD, el álbum Death Magnetic, una playera, un pase laminado y cinco fotos exclusivas.
Fue lanzado en Francia, aunque también era posible obtenerlo por medio del sitio oficial de Metallica.
En este concierto no se pudo hacer el espectáculo completo con pirotecnia y demás, debido a que los organizadores lo pidieron así.
Todas estas publicaciones únicamente se podían obtener en Europa. En América solo se podía conseguir Orgullo, Pasión y Gloria: Tres Noches en la Ciudad de México.

## Lista de canciones
1. "The Ecstasy of Gold" (Intro)
2. "Blackened"
3. "Creeping Death"
4. "Fuel"
5. "Harvester of Sorrow"
6. "Fade to Black"
7. "Broken, Beat & Scarred"
8. "Cyanide"
9. "Sad but True"
10. "One"
11. "All Nightmare Long"
12. "The Day That Never Comes"
13. "Master of Puppets"
14. "Dyers Eve"
15. "Nothing Else Matters"
16. "Enter Sandman"
17. "Stone Cold Crazy" - Queen cover
18. "Motorbreath"
19. "Seek & Destroy"

## Formación
- James Hetfield - Voz y guitarra rítmica.
- Kirk Hammett - Guitarra líder y voces.
- Robert Trujillo - Bajo y voces.
- Lars Ulrich - Batería.